# Wasilij Kazakow (1927–2008)
Wasilij Iwanowicz Kazakow (ros. Василий Иванович Казаков, ur. 18 stycznia 1927, zm. 14 października 2008 w Moskwie) – radziecki działacz partyjny i państwowy.

## Życiorys
W latach 1944–1954 pracował w leningradzkiej fabryce im. Swierdłowa, od 1947 należał do WKP(b), w 1953 zaocznie ukończył Wszechzwiązkowy Instytut Budowy Maszyn, od 1954 funkcjonariusz partyjny. Od 16 września 1970 do 25 stycznia 1973 był II sekretarzem Leningradzkiego Komitetu Obwodowego KPZR, w latach 1976-1989 wicepremierem RFSRR, w latach 1971-1981 członkiem KC KPZR, w latach 1981-1990 zastępcą członka KC KPZR, w latach 1989-1991 przewodniczącym Centralnej Komisji Wyborczej RFSRR, następnie na emeryturze. Deputowany do Rady Najwyższej ZSRR od IX do XI kadencji. Deputowany ludowy ZSRR.

## Odznaczenia
- Order Lenina
- Order Rewolucji Październikowej
- Order Czerwonego Sztandaru Pracy (dwukrotnie)

I medale.